# Guillaucourt
Guillaucourt é uma comuna francesa na região administrativa de Altos da França, no departamento de Somme. Estende-se por uma área de 6,37 km². Em 2010 a comuna tinha 432 habitantes (densidade: 67,8 hab./km²).